# Moduli e manuali di Dragonlance
Dragonlance è un'ambientazione fantasy del gioco di ruolo Dungeons & Dragons. Creata da un gruppo di autori di giochi della TSR, Dragonlance inizialmente fu pensata come una campagna di 14 moduli avventura da giocare in sequenza.
Nel momento in cui fu costruita, la saga di Dragonlance fu la campagna più grande ed articolata che la TSR avesse mai tentato. In contemporanea alla pubblicazione ai moduli della campagna, la TSR pubblicò una trilogia di romanzi scritti da Tracy Hickman e Margaret Weis che ripercorrono le avventure dei moduli ponendo l'accento sull'approfondimento psicologico dei personaggi pregenerati. Questi tre romanzi, intitolati Le Cronache di Dragonlance, ebbero un tale successo che da allora Dragonlance divenne una serie letteraria con un grande successo di pubblico.

## Prodotti per AD&D 1ª edizione

### I 14 moduli originari (DL1-DL14)
Inediti in Italia.
- Tracy Hickman, con Harold Johnson, Douglas Niles, Carl Smith e Michael Williams (1984). DL1 - Dragons of Despair ("I draghi della disperazione")[2]
- Douglas Niles (1984). DL2 - Dragons of Flame ("I draghi della fiamma")[2]
- Tracy Hickman (1984). DL3 - Dragons of Hope ("I draghi della speranza")[2]
- Tracy Hickman e Michael Dobson (1984). DL4 - Dragons of Desolation ("I draghi della desolazione")[2]
- Michael Dobson (1984). DL5 - Dragons of mystery ("I draghi del mistero")[3]
- Douglas Niles (1985). DL6 - Dragons of Ice ("I draghi del ghiaccio")[3]
- Jeff Grubb (1985). DL7 - Dragons of Light ("I draghi della luce")[3]
- Tracy e Laura Hickman (1985). DL8 - Dragons of War ("I draghi della guerra")[3]
- Douglas Niles (1985). DL9 - Dragons of Deceit ("I draghi dell'inganno")[3]
- Tracy Hickman (1985). DL10 - Dragons of Dreams ("I draghi dei sogni")[3]
- Douglas Niles e Tracy Hickman (1986). DL11 - Dragons of Glory ("I draghi della gloria")[3]
- Harold Johnson e Bruce Heard (1986). DL12 - Dragons of Faith ("I draghi della fede")[3]
- Tracy Hickman (1986). DL13 - Dragons of Truth ("I draghi della verità")[3]
- Douglas Niles (1986). DL14 - Dragons of Triumph ("I draghi del trionfo")[4]

### I due moduli di approfondimento
Due moduli slegati dal filo narrativo principale, anch'essi inediti in Italia.
- Mike Breault (a cura di) (1988). DL15 - Mists of Krynn ("Le nebbie di Krynn"). Una raccolta di dodici miniscenari scritti da vari autori, più ulteriore materiale sulle nove razze di Krynn[4]
- Douglas Niles, Michael Gray e Harold Johnson (1988). DL16 - World of Krynn ("Il mondo di Krynn")[4]

### Librogame
In parallelo alla storia principale narrata nei 14 moduli e nei tre romanzi delle Cronache, uscirono anche alcuni librogame che esploravano sottotrame o personaggi secondari lasciati in ombra nelle narrazioni principali. In particolare, quattro librogame della serie Super Endless Quest furono scritti da autori del gruppo originario di Dragonlance o da autori che vi lavoravano a stretto contatto, seguendo le direttive dei creatori principali. Sono stati pubblicati in Italia all'interno della collana Librogame della Edizioni EL nella collana Advanced Dungeons & Dragons.
- Morris Simon. I prigionieri di Pax Tharkas. (Prisoners of Pax Tharkas, febbraio 1985), tr. Alessandra Goruppi, 1987. Un'avventura di tre personaggi secondari del mondo di Dragonlance, che si svolge in parallelo al modulo DL2 - Dragons of Flame e alla seconda parte del romanzo I draghi del crepuscolo d'autunno
- Terry Phillips. La prova (The Soulforge, settembre 1985), tr. Elena Colombetta, 1988. È la prima trattazione dettagliata (seppur in forma di gioco) della Prova del mago Raistlin e cronologicamente si situa alcuni anni prima dell'inizio dell'avventura narrata nei moduli e nelle Cronache di Dragonlance. Il libro è parzialmente basato sul racconto breve La prova dei Gemelli, scritto precedentemente da Margaret Weis, e fa a sua volta da base per il successivo romanzo Raistlin - L'alba del male della stessa Margaret Weis (che in originale ha lo stesso titolo - The Soulforge - di questo librogame). Racconto breve, libro-game e romanzo rappresentano quindi tre narrazioni successive e progressivamente più approfondite dello stesso evento.
- Douglas Niles. I signori del destino (Lords of Doom, settembre 1986), tr. Costanza Galbardi, 1992. Riprende ed approfondisce le avventure narrate nel modulo DL9 - Dragons of Deceit, che la trilogia delle Cronache non racconta esplicitamente e si limita a riassumere in un singolo capitolo nel terzo libro.

1. Dezra Despain. Le ombre di Nordmaar (Shadow over Nordmaar, febbraio 1988), tr. Costanza Galbardi, Fabio Accurso, 1993.

### I manuali di gioco
Terminati i moduli, Tracy Hickman e Margaret Weis scrissero un manuale dell'ambientazione ad uso dei dungeon master per successive avventure di loro invenzione nel mondo di Dragonlance, rimasto anch'esso inedito in italiano.
- Margaret Weis e Tracy Hickman (1987). Dragonlance Adventures.[7]

## Prodotti per AD&D 2ª edizione
Durante il periodo di pubblicazione della seconda edizione di AD&D, la storia di Dragonlance si fa più complessa e a volte anche convulsa: mentre il settore narrativo riusciva sostanzialmente a prosperare pur tra qualche contraddizione da un romanzo all'altro, spesso dovuta all'avvicendarsi di nuovi autori che non erano parte del team originario di creatori di Dragonlance, la pubblicazione di materiale di gioco per Dragonlance attraversò diverse fasi cambiando ogni volta l'impostazione del gioco. I manuali a volte erano incompatibili con le avventure create con le vecchie regole e spesso contraddicevano in maniera palese quelle originali, invece di espanderle. I grossi momenti spartiacque per Dragonlance durante l'era della seconda edizione di AD&D furono essenzialmente due: la pubblicazione del manuale Tales of the Lance e l'Era dei Mortali con il nuovo sistema di gioco Saga System. La storia di Dragonlance come ambientazione per AD&D 2ª edizione si può quindi spezzare in tre parti.

### Parte I: Ante-"Tales of the Lance" (1989-1992)

#### Nuovi moduli (DLA, DLE, DLS)
Dopo l'abbandono della TSR da parte di Margaret Weis e Tracy Hickman, ormai affermati autori di narrativa, furono pubblicate altre campagne suddivise in moduli, di dimensioni minori rispetto alla monumentale campagna dei 14 moduli DL. Tutte queste campagne risultano al momento inedite in Italia.
Collana DLE (Dragonlance Expansions)
- Rick Swan (1989). DLE1 - In Search of Dragons ("Alla ricerca dei draghi").[9]
- Rick Swan (1989). DLE2 - Dragon Magic ("La magia dei draghi").[9]
- Rick Swan (1989). DLE3 - Dragon Keep ("La fortezza dei draghi").[9]

Collana DLA (Dragonlance Adventures)
- Deborah Christian (1990). DLA1 - Dragon Dawn ("L'alba dei draghi").[4]
- Rick Swan (1990). DLA2 - Dragon Knight ("Il cavaliere dei draghi").
- Rick Swan (1990). DLA3 - Dragon's Rest ("Il riposo dei draghi").

Questa trilogia è ambientata in una parte del mondo di Krynn diversa da quella di tutte le precedenti saghe di Dragonlance, ovvero il continente di Taladas, e fa riferimento al manuale Time of the Dragon (vedi più sotto).
Collana DLS (Dragonlance Supplements)'
- Mark Acres (1991). DLS1: New Beginnings ("Nuovi inizi").
- John Terra (1990). DLS2: Tree Lords ("I Signori degli alberi").
- Blake Mobley (1991). DLS3: Oak Lords ("I Signori delle querce").
- Scott Bennie (1991). DLS4: Wild Elves ("Elfi Selvaggi").

Questi quattro moduli non sono legati tra loro: ognuno forma un'avventura a sé stante e assolve anche in parte la funzione di manuale di riferimento, introducendo nuove categorie di personaggi con nuove statistiche. Si tratta quindi di ibridi modulo-manuale.

#### I manuali di gioco
Molti manuali di gioco, in questa fase, si concentrarono soprattutto sull'espandere l'ambientazione di Dragonlance, introducendo nuovi luoghi e tipi di personaggi, senza alterare le premesse fondamentali della campagna e introducendo cambiamenti minimi alle schede di generazione dei personaggi, sufficienti per adattare l'ambientazione alle regole lievemente diverse della seconda edizione di AD&D:
- David "Zeb" Cook (1989). Time of the Dragon ("Il tempo dei draghi"). Questo manuale introduce Taladas, il secondo continente del mondo di Krynn, situato più a nord di Ansalon (il continente in cui tutte le vicende di Dragonlance precedenti si erano sempre ambientate). Molti moduli e manuali di approfondimento, successivamente, riprenderanno il continente creato in questo libro.[10]
- AA. VV. (1990). Monstrous Compendium - Dragonlance Appendix ("Il compendio dei mostri - appendice di Dragonlance"). ISBN 0-88038-822-6. Questo manuale fa da appendice al Monster Compendium, uno dei manuali fondamentali di AD&D 2ª edizione, introducendo caratteristiche specifiche per quei mostri che sono peculiari all'ambientazione di Dragonlance e che quindi non erano stati inclusi nel Monster Compendium valido per i mondi di AD&D in generale.[11]

Collana DLR (Dragonlance Resources)
- Scott Haring, Scott Bennie, e John Terra (1990). DLR1: Otherlands ("Altre terre"). ISBN 0-88038-829-3. Questo manuale approfondisce le descrizioni di terre lontane dai due continenti principali di Krynn (quali il mondo sottomarino degli elfi acquatici o le terre polari di Krynn) e delle creature sconosciute e spesso mostruose che vi si nascondono.[9]
- Colin McComb (1991). DLR2: Taladas: the Minotaurs ("Taladas: i Minotauri"). Questo manuale riprende l'esame del continente di Taladas, introdotto nel fondamentale manuale Time of the Dragon, concentrandosi sulla sua popolazione predominante: i minotauri.[12]
- AA. VV. (1993). DLR3: Unsung Heroes ("Eroi mai cantati") Questo manuale è una raccolta di schede descrittive di molti personaggi "minori" della saga di Dragonlance, apparsi di sfuggita in questo o quel prodotto, in modo da renderli compiutamente fruibili sia a giocatori che a dungeon master per farne i protagonisti di nuove avventure di loro creazione.[13]

### Parte II: Tales of the Lance (1992)
Nel 1992, con una mossa controversa, la TSR pubblicò Tales of the Lance, una scatola-base per Dragonlance che nelle intenzioni doveva diventarne la nuova "bibbia di riferimento", aggiornando alla seconda edizione Dragonlance Adventures, ormai vecchio di cinque anni. Scritta in modo non sempre perfettamente preciso, questa guida conteneva alcune contraddizioni interne, e contraddiceva il materiale originario di Dragonlance (i 14 moduli e Dragonlance Adventures) in numerosissimi punti, solo in parte giustificabili con il cambiamento generale di AD&D dalla prima alla seconda edizione (ad esempio, molti eventi della cronologia passata di Krynn vennero cambiati, soppressi o spostati anche di interi secoli, e molti miti sulla creazione del mondo e degli dei vennero profondamente modificati — tutti cambiamenti senza alcun legame con le regole del sistema di gioco). La pubblicazione di questo manuale creò una spaccatura nel fandom di Dragonlance, tra chi considerava valido, anche narrativamente, il mondo descritto da Dragonlance Adventures, e chi preferiva quello, sensibilmente diverso, di Tales of the Lance. Questa scatola è probabilmente il prodotto più controverso e discusso (anche su internet) dell'intera ambientazione di Dragonlance.
- Harold Johnson e John Terra (1992). Tales of the Lance ("I racconti delle Lance"). ISBN 1-56076-338-8.[14]

### Parte III: Da Tales of the Lance a SAGA (1992-1995)
Quasi tutti i manuali e i moduli di questo periodo, con rare eccezioni, fanno riferimento a Tales of the Lance come manuale base per l'ambientazione.

#### Nuovi moduli (DLQ, DLT)
Collana DLQ (Dragonlance Quests)
- Colin McComb (1992). DLQ1: Knight's Sword ("La spada del cavaliere"). ISBN 1-56076-421-X[15]
- di Tim Beach (1992). DLQ2: Flint's Axe ("L'ascia di Flint"). ISBN 1-56076-422-8[16]

I due moduli non formano una campagna, sono distinti ma giascuno legato ad un qualche tipo di "eredità" da parte di uno degli eroi originari di Dlagonlance.
Collana DLT (Dragonlance Tales)
- John Terra (1993). DLT1: New Tales: The Land Reborn. ISBN 1-56076-607-7 ("Nuovi racconti: La terra rinata"). Questo modulo raccoglie diverse avventure distinte, ognuna riguardante alcuni eroi della saga originaria.[17]
- Skip Williams e Nicky D. Rea (1994). DLT2: The Book of Lairs ("Il libro delle tane"). ISBN 1-56076-607-7. Questo modulo fa esplicito riferimento, come manuale base dell'ambientazione, a Dragonlance Adventures e non a Tales of the Lance.[18]

Collana DLC (Dragonlance Classics)
È la ristampa, modificata e riadattata per il sistema di gioco della seconda edizione (anche con molti tagli, a volte), di 12 dei 14 moduli originari. Sono esclusi dalla ristampa i moduli DL5 (che è a tutti gli effetti un compendio d'informazioni, non un'avventura) e DL11 (che è essenzialmente un gioco di strategia con regole sue proprie, e non parte integrante della campagna con gli eroi).
- (1990). DLC1: Dragonlance Classics Volume I. ISBN 0-88038-859-5. Raccoglie i moduli DL1, DL2, DL3, DL4 (in parte modificati).[19]
- (1993). DLC2: Dragonlance Classics Volume II:. ISBN 1-56076-570-4. Raccoglie i moduli DL6, DL7, DL8, DL9 (in parte modificati). È voce comune che il modulo DL7, Dragons of Light, sia stato pesantemente mutilato durante questa ristampa, fino a renderlo quasi irriconoscibile.[20]
- (1994). Dragonlance Classics Volume III. ISBN 1-56076-885-1. Raccoglie i moduli DL10, DL12, DL13, DL14 (in parte modificati). La TSR aveva cessato l'uso dei prefissi poco prima della pubblicazioned di questo volume, quindi la mancanza del prefisso "DLC3" non è un errore.[21]

#### I manuali di gioco
- Jonatha Ariadne Caspian (a cura di) (1993)Player's guide to the Dragonlance campaign ("La guida del giocatore alla campagna di Dragonlance"). Volumetto smilzo, è essenzialmente una ristampa di Tales of the Lance negli aspetti puramente informativi e storico-geografici, senza tabelle tecniche né numeriche.[22]
- Douglas Niles (1993). Dwarven kingdoms of Krynn ("I regni dei nani di Krynn"). Ancora basato su "Tales of the Lance", il primo manuale interamente dedicato alla razza dei nani del mondo di Dragonlance.[23]
- Margaret Weis e Tracy Hickman (a cura di) (1995). History of Dragonlance ("La storia di Dragonlance"). ISBN 0-7869-0305-8. Essenzialmente un accessorio che raccoglie ricordi e note dai creatori della campagna di Dragonlance, e curiosità quali spartiti di canzoni relative alla saga, ricette di cucina, ricerche linguistiche ed araldiche.[24]

## SAGA System e la Quinta Era (1995-1996)
Tra la fine del 1995 e l'inizio del 1996, due grosse rivoluzioni colpirono l'universo di Dragonlance: la Quinta Era e il sistema SAGA System. Margaret Weis e Tracy Hickman, ritornati a lavorare per la loro vecchia compagnia, concepirono l'idea di una grande saga che sconvolgesse alle fondamenta il mondo di Dragonlance, sia narrativamente che come ambientazione di gioco. La coppia Weis-Hickman scrisse quindi il libro I draghi dell'estate di fuoco, che, con il cataclismatico evento detto Guerra del Caos, cambiò molte delle caratteristiche di base del mondo di Dragonlance, dando inizio al periodo del mondo chiamato Quinta Era; contemporaneamente, altri autori scrissero moduli per avventure ambientate durante la Guerra del Caos e manuali per l'ambientazione di Dragonlance nella nuova Era. Per marcare ancor più lo stacco tra i prodotti della Quinta Era e quelli precedenti, la TSR decise di staccare la campagna di Dragonlance dal "tronco principale" di AD&D e di fornirla di un proprio sistema di gioco autonomo che, a scelta, i dungeon master potessero applicare alle proprie avventure al posto di quello classico di AD&D 2ª edizione. Questo nuovo sistema di gioco venne chiamato SAGA, e, a differenza di AD&D, essenzialmente orientato sui dadi, faceva uso di carte da gioco.
Le valutazioni sull'introduzione di questo nuovo sistema di gioco sono discordi. Secondo alcuni, SAGA, più "leggero" di regole, meno complesso e macchinoso e più facile da imparare di AD&D, ha semplificato la creazione la fruizione di avventure nel mondo di Dragonlance, facilita la diffusione della campagna tra il pubblico. Secondo altri, l'introduzione di un terzo sistema di gioco in una comunità già divisa dalle contraddizioni tra i manuali legati ad AD&D 1ª e 2ª edizione ha incrementato la confusione a scapito della giocabilità e della compatibilità tra le avventure. In ogni caso è indubbio che, anche a causa di una mancata trattazione approfondita di alcuni aspetti della Quinta Era, i prodotti di questo periodo sono piuttosto lontani dal costituire un sistema omogeneo e perfettamente coerente come era nei progetti degli artefici di questa rivoluzione e come era avvenuto con i prodotti della prima edizione.
Progressivamente, verso la fine degli anni novanta, l'interesse per l'aspetto ludico di Dragonlance scemò, a favore del filone letterario, e le uscite di moduli si diradarono. Si tentò, in ogni caso, di mantenere una certa vicinanza tra le vicende narrate nelle saghe letterarie e i moduli di avventura, specie per quanto riguarda le saghe più importanti (quali La guerra delle anime). Il sistema di gioco SAGA non incontrò successo unanime, e alcuni dei moduli degli ultimi anni novanta vennero scritti con compatibilità incrociata per le regole SAGA e per quelle "standard" di AD&D 2ª edizione.

### I manuali di gioco
- William W. Connors & Sue Weinlein Cook (1996). Fifth Age Dramatic Adventure Game. ISBN 0-7869-0538-7. Manuale base che introduce i concetti principali per le avventure ambientate nella Quinta Era e il nuovo sistema di gioco SAGA. Comprende un mazzo di carte (necessario per SAGA), diversi moduli di spiegazione e un'avventura di introduzione.[25]

Il ciclo Heroes of a New Age ("Eroi di una nuova Era"). Cinque uscite ciascuna delle quali include una larga sezione manualistica (ogni uscita si occupa di diverse classi di personaggio) ed un'avventura legata alle altre, costituendo in tal modo una piccola campagna. Non sono quindi classificabili univocamente né come "manuali" né come "moduli di avventura", ma la parte manualistica è preponderante sul totale.
- Skip Williams (1996). Heroes of Steel ("Eroi d'acciaio"). ISBN 0-7869-0539-5. Manuale di introduzione sulle classi dei guerrieri e dei cavalieri. Contiene un'avventura che si svolge in parallelo al primo libro della trilogia di Jean Rabe La Quinta Era.[25]
- Steve Miller (1997). Heroes of Defiance (Eroi della sfida). ISBN 0-7869-0656-1. Manuale di introduzione sulle classi di ladri, banditi, spie, diplomatici. Contiene un'avventura che si svolge in parallelo al secondo libro della trilogia di Jean Rabe La Quinta Era e prosegue quella contenuta in Heroes of Steel.[25]
- Steven Brown (1997). Heroes of Sorcery ("Eroi della Stregoneria"). ISBN 0-7869-0680-4. Manuale di introduzione sulle classi degli stregoni. Contiene la terza avventura del ciclo.[25]
- Sue Weinlein Cook, Duane Maxwell e Steve Miller (1998). Heroes of Hope ("Eroi della speranza"). ISBN 0-7869-0707-X. Manuale di introduzione sulle classi dei mistici. Contiene la quarta avventura del ciclo, che conclude la campagna iniziata nelle altre tre e si svolge in parallelo al terzo libro della trilogia di Jean Rabe La Quinta Era.[25]
- Skip Williams (1997). The Last Tower: The Legacy of Raistlin ("L'ultima torre: l'eredità di Raistlin"). ISBN 0-7869-0538-7. Manuale sulla magia nella quinta era. Comprende un'avventura.[25]
- Douglas Niles (1998). Wings of Fury ("Le ali della furia"). ISBN 0-7869-0722-3. Manuale sui draghi del mondo di Dragonlance nella Quinta Era. Contiene un'avventura.[25]
- Steve Miller (1998). Citadel of light ("La cittadella della luce"). ISBN 0-7869-0748-7. Manuale con descrizione di luoghi e personaggi legati alla Cittadella della Luce (luogo che ritornerà durante la trilogia della Guerra delle Anime). Contiene un'avventura, collegabile con la campagna dei quattro moduli di "Heroes of a New Age".[25]
- Stan! (1998). Palanthas. ISBN 0-7869-1199-9. Descrizione della città di Palanthas.[25]
- Stan! (1998). The Bestiary. ISBN 0-7869-0795-9. Descrizione dei mostri di Dragonlance, descritti dalla prospettiva di Caramon Majere
- (1998). Fate Deck. ISBN 0-7869-1145-X. Espansioni delle regole, copia del mazzo fato e una miniavventura (complessivamente quattro avventure sono state pubblicate)
- William W. Connors (1998). A Saga Companion. ISBN 0-7869-1197-2. Regole alternative e consigli per il narratore.

### Moduli
Collana Chaos War Adventures
Questa coppia di moduli costituisce un'unica campagna che si svolge in parallelo alle vicende di I draghi dell'estate di fuoco, raccontandone per esteso le battaglie campali, ed è compatibile sia con le regole AD&D 2ª edizione sia con le regole SAGA.
- Douglas Niles (1998). Seeds of Chaos ("I semi del Caos"). ISBN 0-7869-1198-0
- Douglas Niles (1999). Chaos Spawn ("La stirpe del Caos"). ISBN 0-7869-1372-X

Collana Battle Lines
- William W. Connors e Miranda Horner (1999). The Sylvan Veil ("Il velo silvano"). ISBN 0-7869-1329-0. Quest'avventura fa da prologo ad una delle tematiche della successiva trilogia di Weis e Hickman, La guerra delle anime.[25]
- Richard Dakan (2000). Rise of the Titans ("L'ascesa dei titani"). ISBN 0-7869-1396-7. Avventura dedicata soprattutto agli approfondimenti sugli orchi e sui titani, questi ultimi introdotti in Krynn da questo modulo.[25]

Altri
- Steve Miller & Stan! (199). Dragonlance Classics 15th Anniversary Edition. ISBN 0-7869-1350-9. Rivisitazione della campagna classica DL1-DL5 con statistiche per essere giocata sia con il sistema SAGA che con AD&D.[25]

## D&D 3ª edizione
Nel 2000 la Wizards of the Coast, subentrata alla TSR nel possesso delle licenze per AD&D, lanciò la terza edizione del popolare gioco di ruolo, che per l'occasione, vista la definitiva scomparsa del vecchio D&D "base", perse la "A" di "Advanced" e tornò ad essere solo "Dungeons and Dragons". Sfortunatamente, all'epoca, il settore gaming di Dragonlance era piuttosto in crisi, e così per circa un paio d'anni non vi furono uscite con il nuovo sistema di gioco (l'interesse era concentrato soprattutto sui romanzi, con il nuovo ciclo portante di Weis e Hickman "La guerra delle anime").

## Prodotti per D&D edizione 3.5 (d20)

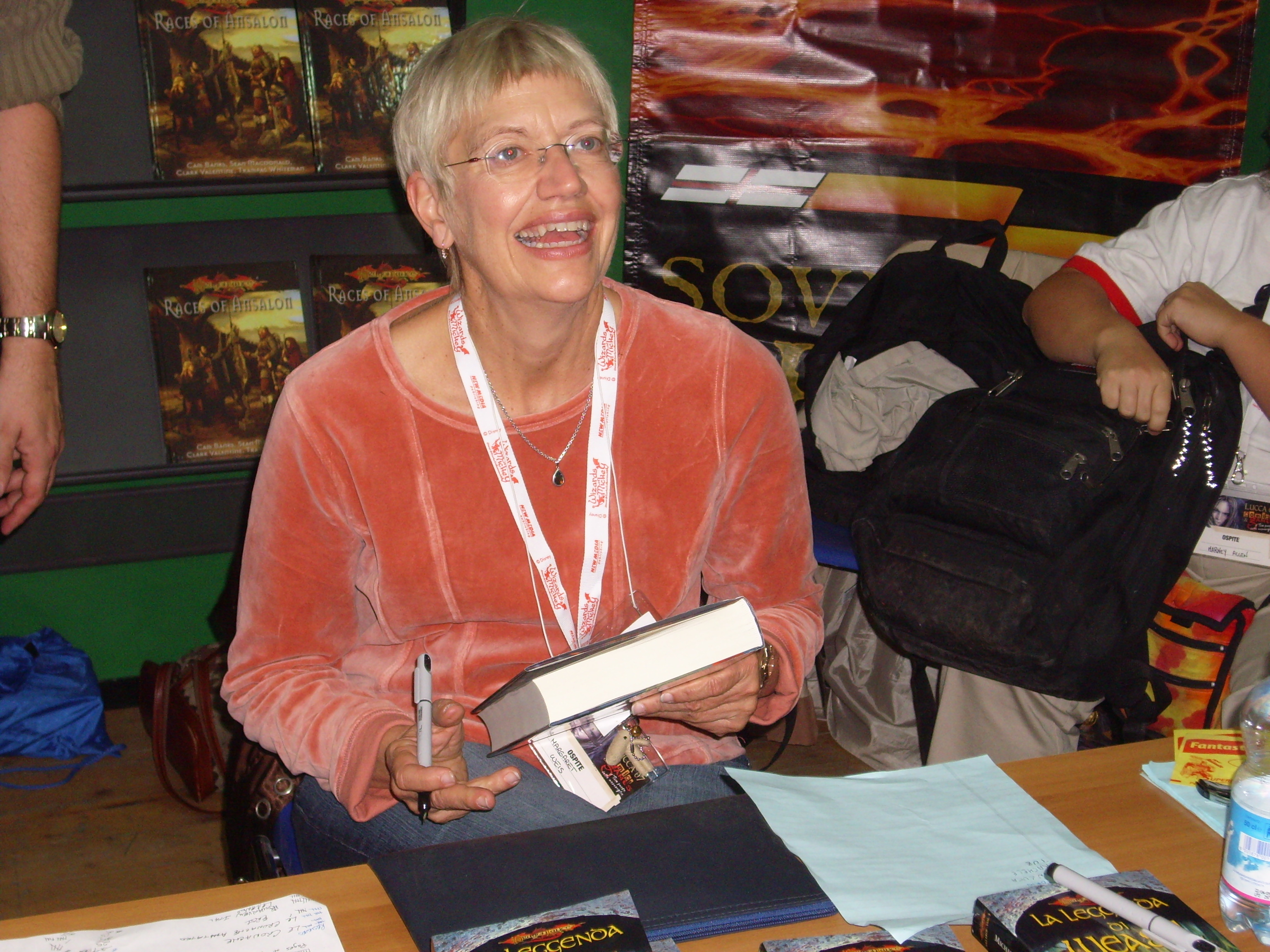
Margaret Weis autrice di molti dei principali romanzi dell'ambientazione e fondatrice della Sovereign Press insieme a Don Perrin

Nel 2002 la Wizards of the Coast concesse alla Sovereign Press una licenza per la produzione di materiale di gioco. Inizialmente Margaret Weis e Don Perrin scrissero il nuovo manuale base dell'ambientazione Dragonlance Campaign Setting (2003) per la Wizards of the Coast, basato sulla terza edizione di Dungeons & Dragons e il d20 System. Quindi la Sovereign Press poté pubblicare manuali d'ambientazione per tutte le principali ere di Dragonlance e una trilogia di moduli ambientata nell'Era dei Mortali.. Il 23 aprile 2007 Weis annunciò che la Wizard of the Coast non avrebbe rinnovato la licenza alla Sovereign Press e che per il termine del 2007 avrebbe dovuto cessare la pubblicazione di materiale dedicato a Dragonlance. Comunque la Wizards concesse di terminare la pubblicazione di una trilogia di avventure che rinnovava il ciclo originale, il cui ultimo volume Dragon of Spring venne pubblicato nel 2008. Alcuni dei manuali furono tradotti in italiano dalla 25 Edition.

### I manuali di gioco
- Margaret Weis e Don Perrin (2004). Dragonlance: Ambientazione (Dragonlance: Campaign Setting, 2003, ISBN 0-7869-3086-1). Contiene il materiale per giocare nella Quinta Era dalla fine della Guerra delle Anime in poi, oltre a spunti per campagne in altre ere. È l'unico dei manuali di Dragonlance della terza edizione a essere stato pubblicato direttamente dalla Wizards of the Coast.[28]
- Jamie Chambers, Christopher Coyle, Margaret Weis (2005). Era dei mortali (Age of Mortals: Dragonlance Campaign Setting Companion, 2003, ISBN 1-931567-10-7). Introduzione alla Quinta Era con il sistema di gioco di D&D 3.5.[29]
- Schermo del DM di Dragonlance (Dragonlance Dungeon Master's Screen, 2004, ISBN 1-931567-18-2). Accessorio per il Dungeon Master.
- Cam Banks e André La Roche (2005). Compendio dei mostri: Mostri di Krynn (Bestiary of Krynn, 2004, ISBN 1-931567-13-1). Classico "manuale dei mostri" specializzato per la fauna dell'ambientazione di Dragonlance.
- Margaret Weis, Chris Pierson e Jamie Chambers (2006). Torri dell'Alta Stregoneria (Towers of High Sorcery: A Dragonlance d20 System Supplement, 2004, ISBN 1-931567-17-4)
- Tracy Hickman, Margaret Weis, Jamie Chambers (2006). Guerra delle Lance (War of the Lance: Dragonlance Campaign Setting Supplement, 2004, ISBN 1-931567-14-X)
- Sean Macdonald (2005). Tasslehoff's Map Pouch: The Age of Mortals. ISBN 1-931567-32-8
- Sean Everette (2005). Holy Orders of the Stars. ISBN 1-931567-14-X
- Tracy Hickman, Margaret Weis, Chris Pierson, Aaron Rosenberg e Seth Johnson (2006). Legends of the Twins: Dragonlance Campaign Setting Companion. ISBN 1-931567-31-X
- Sean Macdonald (2006). Tasslehoff's Map Pouch: The War of the Lance. ISBN 1-931567-34-4
- Sean Everette, Nicole Harsch, Clark Valentine e Trampas Whiteman (2006). Knightly Orders of Ansalon. ISBN 1-931567-37-9
- Cam Banks e André La Roche (2006). Bestiary of Krynn Revised, ISBN 1-931567-29-8
- Trampas Whiteman, Cam Banks, Clark Valentine e Sean Macdonald (2007). Races of Ansalon. ISBN 1-931567-35-2
- Amanda Valentine, Cam Banks, Sean Everette (2007). Dragons of Krynn. ISBN 1-931567-27-1
- Sean Macdonald (2007). Tasslehoff Map Pouch: Legends. ISBN 1-931567-77-8

### Moduli di avventura
Campagna Age of Mortals
- Christopher Coyle (2005). La chiave del destino (Key of Destiny, 2004, ISBN 1-931567-11-5)
- Cam Banks (2007). Lo Spettro del dolore (Spectre of Sorrows, 2005, ISBN 1-931567-16-6)
- Cam Banks (2006). The price of Courage. ISBN 1-931567-21-2

Campagna War of the Lance Chronicle
Una nuova serie di macro-moduli che raccolgono i vecchi moduli originali DL1-DL14, rielaborandoli completamente in modo da renderli giocabili con le regole di DnD 3.0.
- Clark Valentine e Sean Macdonalds (2006). Dragons of Autumn. ISBN 1-931567-33-6.
- Cam Banks e Sean Macdonalds (2007). Dragons of Winter. ISBN 1-931567-36-0
- Sean Macdonald, Heine Stick e Clive Squire (2008). Dragons of Spring. ISBN 1-931567-38-7